# Municipio de Crocus
El municipio de Crocus (en inglés: Crocus Township) es un municipio ubicado en el condado de Towner en el estado estadounidense de Dakota del Norte. En el año 2010 tenía una población de 44 habitantes y una densidad poblacional de 0,47 personas por km².

## Geografía
El municipio de Crocus se encuentra ubicado en las coordenadas 48°40′2″N 99°9′21″O / 48.66722, -99.15583. Según la Oficina del Censo de los Estados Unidos, el municipio tiene una superficie total de 93.21 km², de la cual 90,77 km² corresponden a tierra firme y (2,61 %) 2,43 km² es agua.

## Demografía
Según el censo de 2010, había 44 personas residiendo en el municipio de Crocus. La densidad de población era de 0,47 hab./km². De los 44 habitantes, el municipio de Crocus estaba compuesto por el 100 % blancos. Del total de la población el 6,82 % eran hispanos o latinos de cualquier raza.